# 大野果安
大野 果安（おおの の はたやす）は、飛鳥時代の人物。姓は君のち朝臣。子に東人がいる。官位は直広肆・糾職大夫。
672年の壬申の乱では大友皇子（弘文天皇）側の将となり、及楽山（奈良）で大伴吹負を破ったが、倭京を前にして引き上げた。

## 出自
大野氏は毛野氏の支族。

## 経歴
壬申の乱の際、果安は大友皇子を戴く近江朝廷の将となった。大海人皇子（天武天皇）に味方した大伴吹負が倭京（飛鳥の古い都）を制圧して北上したとき、大野果安は北から奈良盆地に進入した。果安は、及楽山（ならやま、奈良の山）に陣を敷いた吹負と戦い、これを破った。果安は追撃して八口に至り、高地に登って倭京を見下ろした。果安は街路に楯が並べられているのを見て伏兵を疑い、引き返した。その楯は、及楽山の戦いの前に荒田尾赤麻呂と忌部子人が並べたもので、京を守る兵力は少なかった。果安の逡巡のおかげで、吹負は援軍と合流し敗走した兵を集める猶予を得た。
『日本書紀』に記される大野果安の事績はこれだけで、この後にこの方面の軍の総指揮官として現れるのは犬養五十君である。果安は更迭されたのかもしれないが、五十君の指揮下に入っただけなのかもしれない。
乱の後、大野果安は赦されて天武天皇や持統天皇に仕えたらしい。天武13年（684年）大野君は大野朝臣姓を賜与されており、果安も改姓したと想定される。
『続日本紀』は天平14年（742年）11月2日に死んだ大野東人の説明に、「飛鳥朝廷の糺職大夫、直広肆果安の子なり」と記している。